# Rambai
Rambai (malaiisch Mukim Rambai) ist ein Mukim (Subdistrikt) des Daerah Tutong in Brunei. Er hat 1.404 Einwohner (Stand: Zensus 2016).

## Geographie
Der Mukim liegt im Süden des Distrikts und grenzt an die Mukim Lamunin im Norden, Ukong im Nordwesten, sowie Sukang im Distrikt Belait im Südwesten und Bukit Sawat im Westen und außerdem an den Distrikt Limbang in Sarawak, Malaysia im Osten und Süden.
In Rambai liegt einer der größten Seen in Brunei, der Tasek Merimbun, sowie einer der größten Staudämme, Empangan Air Jubli Perak Benutan (Silver Jubilee Benutan Dam). Auch das geographische Zentrum von Brunei liegt in Rambai.
Bedeutende Zuflüsse des Sungai Tutong in dem Gebiet sind Sungai Dangar, Sungai Padang, Sungai Keboluan und Sungai Kelansat.

## Verwaltungsgliederung
Der Mukim wird unterteilt in Dörfer (Kampong):
- Kampong Rambai
- Kampong Merimbun
- Kampong Kuala Ungar
- Kampong Benutan
- Kampong Batang Piton
- Kampong Sengkowang
- Kampong Pelajau
- Kampong Kerancing
- Kampong Belaban
- Kampong Mapol
- Kampong Supon Besar
- Kampong Supon Kecil
- Kampong Takalit
- Kampong Lalipo
- Kampong Bedawan
- Kampong Belabau